# Гуменки (Удмуртия)
Гуме́нки — деревня в Верх-Люкинском сельском поселении Балезинского района Удмуртии. Центр поселения — деревня Верх-Люкино.
Население — 5 человек (2011; 10 в 2007; 17 в 1961).
У деревни берёт начало речка Мундес — левый приток реки Варыж.
В деревне имеются одна улица — Черемушек.
ГНИИМБ : 1837
Индекс : 427542